# Jordy van Wijk
Jordy van Wijk (Amsterdam, 24 januari 1984) is een Nederlands voetballer die als middenvelder voor VV Hoogezand speelt. Hij speelde van 2005 tot 2008 voor Stormvogels Telstar in de Eerste divisie.

## Carrière
Jordy van Wijk speelde in de jeugd van SV Almere, De Zwarte Schapen en AZ. In 2005 vertrok hij naar Stormvogels Telstar, waar hij op 12 augustus 2005 in de met 1-0 verloren uitwedstrijd tegen VVV-Venlo debuteerde. Hij scoorde zijn eerste doelpunt voor Telstar op 28 november 2005, in de met 1-0 gewonnen thuiswedstrijd tegen SC Cambuur. Van Wijk speelde drie seizoenen voor Telstar, waarna hij nog jaren in het amateurvoetbal actief was voor de amateurs van FC Omniworld, Ter Leede en Harkemase Boys. Sinds 2017 speelt hij voor VV Hoogezand, waar hij ook trainer is van het tweede elftal en de A1.

### Statistieken
| Seizoen                  | Club                | Land           | Competitie         | Competitie | Competitie | Beker | Beker | Totaal | Totaal |
| Seizoen                  | Club                | Land           | Competitie         | Wed.       | Dlp.       | Wed.  | Dlp.  | Wed.   | Dlp.   |
| ------------------------ | ------------------- | -------------- | ------------------ | ---------- | ---------- | ----- | ----- | ------ | ------ |
| 2005/06                  | Stormvogels Telstar | Nederland      | Eerste divisie     | 28         | 1          | 1     | 0     | 29     | 1      |
| 2006/07                  | Stormvogels Telstar | Nederland      | Eerste divisie     | 27         | 1          | 2     | 1     | 29     | 2      |
| 2007/08                  | Stormvogels Telstar | Nederland      | Eerste divisie     | 31         | 1          | 1     | 1     | 32     | 2      |
| 2010/11                  | Harkemase Boys      | Nederland      | Topklasse Zaterdag | 24         | 1          | 1     | 0     | 25     | 1      |
| 2011/12                  | Harkemase Boys      | Nederland      | Topklasse Zaterdag | 25         | 1          | 3     | 1     | 28     | 2      |
| 2016/17                  | Harkemase Boys      | Nederland      | Derde divisie Za.  | 8          | 0          | 0     | 0     | 8      | 0      |
| Carrièretotaal           | Carrièretotaal      | Carrièretotaal | Carrièretotaal     | 143        | 5          | 8     | 3     | 151    | 8      |
| Bijgewerkt op 1 mei 2019 |                     |                |                    |            |            |       |       |        |        |